# Karsay Imre
Karsay Imre (Andód, 1860. augusztus 18. – 1938. november 14.) plébános.

## Élete
Szülei Karsay Éliás kántortanító és Horváth Katalin voltak. Testvére volt Karsay János Lázár piarista tanár, rendházfőnök. 1869-1876 között a Nyitrai Piarista Gimnázium növendéke volt.
Előbb Majthényi Lászlónál szolgált nevelőként. A teológiai tanulmányainak befejezése után 1883-ban pappá szentelték, majd Béládon szolgált nevelőként Szentiványi Oszkárnál. 1886-tól pogrányi káplán, majd 1891-től adminisztrátor, 1894-től plébános volt. Egészen 1932-es nyugdíjbavonulásáig ott szolgált. 1917-től iskolafelügyelő, 1924-től esperes.
1894-ben az ő kezdeményezésére alakították meg a pogrányi községi hitelszövetkezetet, illetve 1907-ben a nyitra vármegyei kórház nyilvános kórház-részlegét a faluban. Nyitra vármegye törvényhatósági bizottsági tagja volt. Az alsóbodoki iskolaszék elnöke volt.

## Elismerései
- 1915 Országos Hitelszövetkezet Központjának oklevele

## Művei
- 1908 A nyitramegyei választásokhoz. Magyarország 15/1, 13 (1908. január 1.)